# Metauria
Metauria (Metauros en latin, Μέταυρος  en grec) était une ville de la Grande-Grèce, située sur la rive droite du fleuve Metauro (aujourd'hui Petrace (it)) dans le centre actuel de Gioia Tauro (ville métropolitaine de Reggio de Calabre),. 
Ses ruines sont situées sur le territoire de Gioia Tauro. Fondée au VIIe siècle av. J.-C. par la colonie Zancle (Messine), Metauros était une colonie de la Grande-Grèce et devint bientôt un important centre commercial et culturel de la région.
En 1863, Gioja changea de nom en ajoutant Tauro (en mémoire de Metauros)  et devint Gioia Tauro, en souvenir de l'ancienne colonie grecque dont elle tirait ses origines.

## Historique
Les origines de Metauros font l'objet de débats parmi les érudits. Selon certaines théories, la ville aurait pu être une sous-colonie de Zancliens  ou une colonie fondée en collaboration entre Rhêgion et Zancle, qui passa plus tard sous l'influence de Locri Epizefiri. D'autres pensent que Metauros a été fondé directement par les Locriens. 
Pendant la période de la Grande-Grèce, Metauros a joué un rôle important au sein des colonies grecques comme ville prospère grâce à son commerce, ses activités artisanales et sa position stratégique le long des routes maritimes. Les colons grecs de Metauros importaient d'Athènes des produits artisanaux, tels que des bronzes, des céramiques et des textiles, puis les commercialisaient dans les régions environnantes. En échange, ils envoyaient des céréales et d'autres produits locaux dans leur pays d'origine.
La ville de Metauros s'est développée rapidement, devenant un important centre culturel et artistique. Au cours du Ve siècle av. J.-C., les villes de la Grande-Grèce, en particulier celles du versant tyrrhénien, formaient une communauté homogène, caractérisée par d'intenses activités commerciales, une production artisanale de qualité et une vie culturelle animée. 
Cependant, Metauros et les villes environnantes ont dû faire face aux incursions et à la pression des peuples italiques de l'intérieur, comme les Lucaniens. Malgré cela, la ville conserve une certaine prospérité et continue d’être un centre urbain important de la région. 
Au fil des siècles, Metauros a subi plusieurs changements et transformations. Les découvertes archéologiques trouvées dans la zone témoignent de l'existence d'une nécropole, avec des tombes datant de l'époque hellénistique-romaine. Les découvertes archéologiques comprennent des amphores, des coupes, des lampes, des vases de styles et d'origines différentes, y compris des pièces puniques et étrusques qui offrent de précieuses informations sur le commerce entre Metauros et d'autres villes méditerranéennes. 
En 386 av. J.-C., Denys l'Ancien conquiert Rhêgion en représailles de l'offense subie, lorsque les Reggini méprisant sa demande d'épouser une noble fille de la ville, lui envoyèrent la fille du bourreau. Il s'allie à Locri, où il épouse Doris, et avec les Lucaniens il conquiert toute la région de Bruzio. Cependant, Metauros, ville frontalière, n'a pas été détruite. 

### Romanisation
Entre 445 et 400 av. J.-C., Metauros subit les invasions et les dévastations des Bruttiens, un groupe qui s'était séparé des Lucaniens. Sa vulnérabilité aux attaques constantes en a fait l’une des villes les plus touchées de cette région.
Cependant, l'histoire de Metauros a pris un tournant significatif lorsqu'en août 1986, les ruines d'une forteresse datant du Ve siècle av. J.-C. ont été découvertes dans les plaines  près de Bagnara Calabra. Cette découverte archéologique a apporté un nouvel éclairage sur la présence et l'importance de la ville à une époque ancienne. 
En 406 av. J.-C., la ville voit l'accession au pouvoir de Denys l'Ancien qui, soutenu par les classes populaires, s'engagea à consolider sa domination sur la Sicile orientale. Il a également lancé une campagne pour expulser les Carthaginois de la région actuelle. La paix avec Carthage en 392 av. J.-C., qui garantissait à Denys le contrôle de villes telles que Sélinonte et Himère, n'arrêta pas son ambition de s'étendre dans la Grande-Grèce.
Dans la période confuse des successions entre Denys l'Ancien, son fils Denys le Jeune, et les tentatives de conquête de la Grande-Grèce par des personnages comme Archidamos II, roi de Sparte, en 341 av. J.-C., suivi par son successeur Alexandre le Molosse, roi d'Épire, en 333 av. J.-C., le nom de Rome commença à émerger dans les conflits de la Grande-Grèce. 
Les Romains, déjà présents dans le Samnium, n'étaient pas initialement intéressés par la conquête des villes grecques et menaient une politique de non-ingérence. Cependant, en 282 av. J.-C., la ville de Thourioï, menacée par les Lucaniens, se tourna vers Rome pour obtenir de l'aide, et les Romains intervinrent avec succès, repoussant les Lucaniens et établissant des garnisons à Metauria (qui n'est plus Metauros), Thourioi , Rhêgion, Locri, Ipponio (Vibo Valentia) et Kroton (Crotone).
En 280 av. J.-C., Pyrrhus Ier, roi d'Épire, débarqua à Tarente, et la Grande-Grèce s'allia à lui, espérant qu'il quitterait la péninsule italienne en cas de victoire contre Rome. Cependant, malgré les tentatives de paix, la guerre se poursuivit jusqu'en 278 av. J.-C., lorsqu'une flotte carthaginoise se présenta à Ostie à des fins de démonstration. Cela a conduit à un nouveau traité entre Rome et Carthage, établissant l'hégémonie de Rome en Italie et de Carthage en Sicile. 
Les luttes qui suivirent entre Rome et Carthage, combinées à l’expansion romaine dans la Grande-Grèce, durent plus d’un siècle et conduisirent finalement à la suprématie romaine en Méditerranée. En 265 av. J.-C., éclata la première guerre punique et l'année suivante, le consul Appius Claudius Caecus arriva à Rhegium (aujourd'hui Reggio), tandis que la garnison carthaginoise se retirait de Messine. 
La conquête de la Sicile par Rome fut facilitée par la diplomatie et la propagande, mais la marine romaine était encore sous-développée. C'est pourquoi des flottes furent construites à Hipponius, Metauria et Rhegium pour relever les défis maritimes. 
La deuxième guerre punique en 219 av. J.-C. vit Metauria comme le théâtre d'affrontements importants entre Hannibal Barca et Rome, mais en 207 av. J.-C., avec la mort d'Hasdrubal Barca, Rome reprit la ville. A cette occasion, la ville connaît une plus grande stabilité, ce qui lui permet d'avancer.

### La quasi-disparition de la ville
En 189 apr. J.-C., une grave épidémie frappe la ville, obligeant la population à se réfugier dans des endroits plus sains. Les citoyens de Metauria ont déménagé à Tauriana (aujourd'hui Taureana di Palmi), un village situé sur une légère colline et à l'écart des zones marécageuses.
Cette démarche fut un premier pas vers l'abandon définitif de Metauria. Par la suite, en 166 apr. J.-C., une épidémie de peste frappe la région, accélérant le déclin de la ville. Avec la succession de tels événements catastrophiques et la migration de la population, Metauria est devenue de plus en plus inhabitée et négligée. La ville a fini par perdre complètement son importance, contribuant ainsi à sa disparition de la carte des villes et des agglomérations.

### Les invasions étrangères
Au début du Moyen Âge, Métauria se retrouve aux confins du monde barbare, loin de la « Nova Roma » (Constantinople, aujourd'hui Istanbul).
En 410 apr. J.-C., Alaric Ier, roi des Wisigoths, pilla Rome, mais ne parvint pas à établir une colonie stable en Italie. Il se dirige ensuite vers le sud, arrive à Bruzio, mais meurt malade à Cosenza l'année suivante. En 476 apr. J.-C., l'Italie fut cédée à Odoacre, roi des Hérules, Skires, Ruges et Thuringes, marquant le déclin de l'Empire romain d'Occident.
Au printemps 568, les Lombards envahissent la Métaurie, la dévastent et obligent les habitants à fuir vers la plaine. Cette terre devint l'objet de menaces constantes de la part des Sarrasins, et Charlemagne ne comprit pas pleinement l'importance de cette menace. Vers la fin du VIe et jusqu'au début du Xe siècle, la population évitait les vestiges de Metauria en raison des raids pirates sarrasins, qui atteignirent leur apogée en 883. Les survivants se réfugient à l'intérieur, où ils fondent Metaurianova, plus tard connue sous le nom de Taurianova.
L'occupation stable et bien organisée des Sarrasins réduisit la population locale à un état de vassalité, tandis que la Sicile voisine, déjà sous le contrôle des Arabes, servait de base pour les incursions dans la région et dans la mer Ausonienne (mer Tyrrhénienne).  L'anarchie provoquée par la désintégration du Ducati longobardi (it) favorisa indirectement les Sarrasins, qui purent s'installer à Metauria, dévastant les églises, les monastères et imposant de lourds tributs. 
Cependant, en 1005, un événement marquant change le cours des événements. Les Pisani, puissance maritime de l'époque, après avoir pillé Pise en 1004, détruisirent la flotte sarrasine au large du golfe de Gioia Tauro. Cette victoire détermina l'abandon par les Sarrasins de toute tentative de renouveler les assauts en Calabre, y compris les territoires de Metauria et Reggio Taurianum.

## Fouilles archéologiques

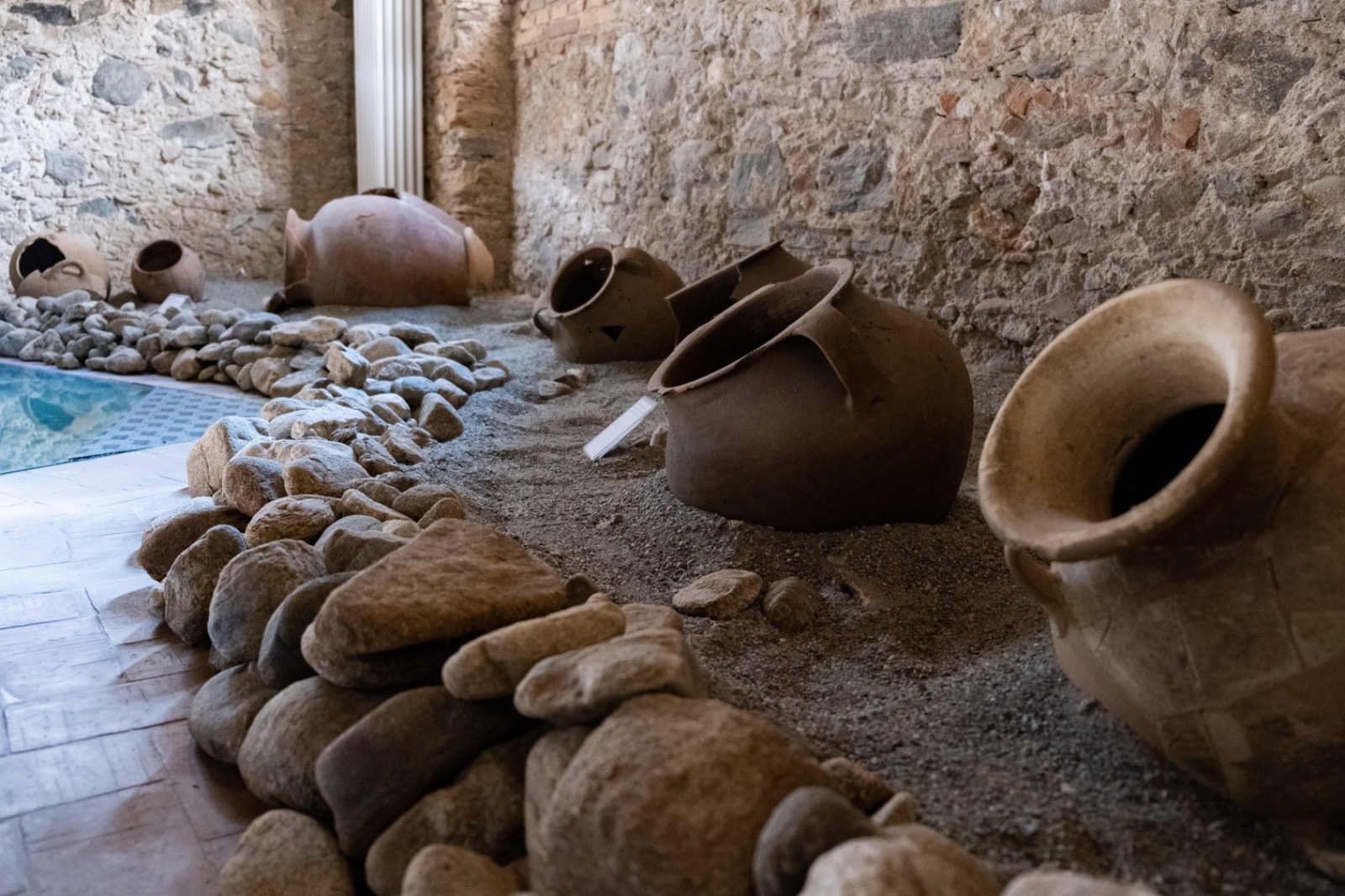
Amphores au Musée Metauros.

Les découvertes archéologiques de Metauria sont aujourd'hui conservées au Museo Metauros (it) de Gioia Tauro, au Musée national de la Grande-Grèce de Reggio de Calabre et au Metropolitan Museum of Art de New York. La nécropole de Metauria, située dans le quartier de Pietra, a livré de nombreuses découvertes, notamment des poteries et des amphores anciennes, témoignant du rôle crucial que jouait la ville dans le commerce en Méditerranée.
Le parcours muséal propose principalement des matériaux provenant de la zone de la nécropole, dont des aryballes, des albâtres de production insulaire, des poteries attiques vernissées et à figures noires, ainsi que des amphores de transport. La collection documente également des preuves significatives de présences indigènes dès le VIIe siècle av. J.-C.